# گاورسوئیه
گاورسوئیه یک منطقهٔ مسکونی در ایران است که در دهستان سغدر واقع شده‌است.